# 捷克国防部
捷克共和国国防部（捷克语：Ministerstvo obrany České republiky, 缩写：MO ČR），捷克政府部门之一，负责制订与施行国防政策。总部位于布拉格市。现任国防部长卢博米尔·梅特纳尔，2018年6月上任。

## 历任国防部长
- Antonín Baudyš（英语：Antonín Baudyš） (1992年7月2日 – 1994年9月21日)
- Vilém Holáň（英语：Vilém Holáň） (1994年9月22日 – 1996年7月4日)
- Miloslav Výborný（英语：Miloslav Výborný） (1996年7月4日 – 1998年1月2日)
- Michal Lobkowicz（英语：Michal Lobkowicz） (1998年1月2日 – 1998年7月22日)
- Vladimír Vetchý（英语：Vladimír Vetchý） (1998年7月22日 – 2001年5月4日)
- 亚罗斯拉夫·德沃吉克 (2001年5月4日 – 2003年6月9日)
- Miroslav Kostelka（英语：Miroslav Kostelka） (2003年7月9日 – 2004年8月4日)
- Karel Kühnl（捷克語：Karel Kühnl） (2004年8月4日 – 2006年9月4日)
- Jiří Šedivý（英语：Jiří Šedivý） (2006年9月4日 – 2007年1月9日)
- 弗拉斯塔·帕尔卡诺娃 (2007年1月9日 – 2009年5月8日)
- 马丁·巴尔塔克 (2009年5月8日 – 2010年7月13日)
- 亚历山大·冯德拉 (2010年7月13日 – 2012年12月7日)
- 卡罗琳娜·皮克 (2012年12月12日 – 2012年12月20日)
- 彼得·内恰斯 (2012年12月21日 – 2013年3月18日)
- 弗拉斯季米尔·皮采克 (2013年3月19日 – 2014年1月29日)
- 马丁·斯特罗普尼茨基 (2014年1月29日 – 2017年12月13日)
- Karla Šlechtová（英语：Karla Šlechtová） (2017年12月13日 – 2018年6月27日)
- 卢博米尔·梅特纳尔（捷克語：Lubomír Metnar） (2018年6月27日 – )